# Kleine wilgwratgalmug
De kleine wilgwratgalmug (Iteomyia capreae) is een muggensoort uit de familie van de galmuggen (Cecidomyiidae). De wetenschappelijke naam van de soort is gepubliceerd in 1853 door Winnertz.

## Kenmerken
De mug vormt twee verschillende gallen die zowel op de bladrand als op een zijnerf van bladeren voorkomen.
In de bladschijf is de gal bovenaan een harde, koepelvormige zak, en onderaan kegelvormig, met een rood omrande opening. De opening is haarloos en aanvankelijk groenachtig, later geel, bruin, paars of rood. Het bevat een enkele larve die eerst wit is en later oranje of rood. Op de zijnerf is een 2 à 3 mm lange, harde zwelling die de larve bevat. Als de larven volwassen zijn, vallen ze uit de gal, overwinteren in de grond en verpoppen zich in het voorjaar.

## Waardplanten
De gallen worden aangetroffen op wilgensoorten (en de kruisingen daarvan) als:
- Amandelwilg (S. triandra)
- Katwilg (S. viminalis)
- Kraakwilg (S. fragilis)
- Zwarte wilg (S. myrsinifolia')
- Geoorde wilg (S. aurita)
- Berijpte wilg (S. daphnoides)
- Boswilg (S. caprea)
- Grauwe wilg (S. cinerea)
- S. appendiculata.

## Verspreiding
Het insect komt voor in Azië en Europa, van Ierland en Portugal in het westen tot Siberië, China en Japan in het oosten.